# أنجيلو روسيتو
أنجيلو سالفاتور روسيتو (18 فبراير 1908 - 21 سبتمبر 1991)، هو ممثل وفنان صوت أمريكي. كان يعاني من القزامة وكان طوله 2'11 بوصة (89 سم)، وغالبًا ما كان يُطلق عليه اسم «ليتلي أنجي» أو «مو». ظهر أنجيلو لأول مرة في أفلام صامتة أمام لون تشاني وجون باريمور. صوّر على الشاشة كل شيء من الأقزام والأقزام والتماثيل والأقزام بالإضافة إلى الوحوش والأشرار والأجانب، مع ظهوره في أكثر من 70 فيلمًا.

## روابط خارجية
أنجيلو روسيتو على موقع IMDb (الإنجليزية)
- أنجيلو روسيتو على موقع ألو سيني (الفرنسية)
- أنجيلو روسيتو على موقع أول موفي (الإنجليزية)
- أنجيلو روسيتو على موقع قاعدة بيانات الأفلام السويدية (السويدية)
- أنجيلو روسيتو على موقع قاعدة بيانات الفيلم (الإنجليزية)
- أنجيلو روسيتو على موقع كينوبويسك (الروسية)